# Nowrūd
Nowrūd (persiska: نورود) är en ort i Iran.   Den ligger i provinsen Gilan, i den norra delen av landet, 230 km nordväst om huvudstaden Teheran. Antalet invånare är 722.
Terrängen runt Nowrūd är mycket platt. Runt Nowrūd är det ganska tätbefolkat, med 230 invånare per kvadratkilometer. Närmaste större samhälle är Āstāneh-ye Ashrafīyeh, 9,2 km sydost om Nowrūd. Trakten runt Nowrūd består till största delen av jordbruksmark.